# Kłapouchy

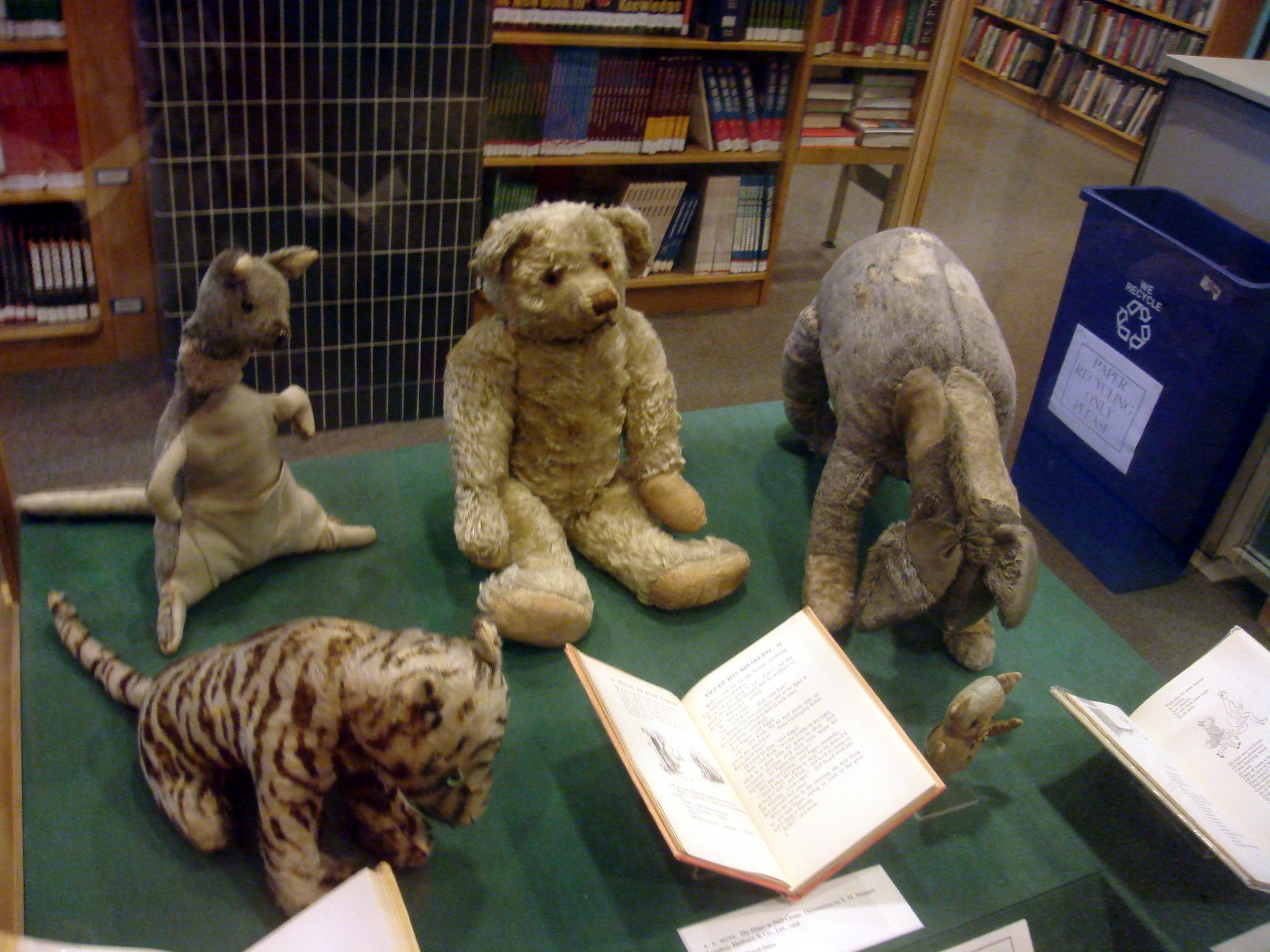
Oryginalne zabawki stanowiące pierwowzór Kubusia Puchatka i jego przyjaciół, Kłapouchy po prawej

Kłapouchy (ang. Eeyore) – osioł, postać fikcyjna ze świata książek dla dzieci o Kubusiu Puchatku.

## Książki A.A. Milne’a
Tak jak Puchatek, Tygrys, Prosiaczek i Kangurzyca z Maleństwem Kłapouchy opiera się na jednym z oryginalnych pluszaków Christophera Robina Milne’a (patrz: zdjęcie).
Cechuje się właściwie nieprzerwaną anhedonią, najczęściej melancholijnym nastrojem oraz pesymizmem. Nigdy nie jest zaskoczony, gdy stanie się coś złego. Jest jednak mądry i koleżeński. Mieszka w miejscu nazywanym Ponurym Zakątkiem Kłapouchego. Lubi jeść osty.
Kłapouchy pojawia się w rozdziałach IV, VI, VII i X Kubusia Puchatka i jest wspomniany w kilku innych. Pojawia się również we wszystkich rozdziałach Chatki Puchatka, z wyjątkiem rozdziału VII.

## Adaptacje Disneya
Kłapouchy pojawia się w kreskówkach spopularyzowanych przez The Walt Disney Company. Jest nieco mniej sarkastyczny w wersji Disneya niż w oryginalnych opowiadaniach Milne’a. Choć często jest postacią drugoplanową to film Kubuś Puchatek i Dzień Kłapouchego skupia się w całości na nim. Jest on fizycznie jednym z silniejszych zwierząt i często traktowany jest jak zwierzę juczne. Mieszka w szałasie, zbudowanym z paru patyków, który jest prawie ciągle burzony i trzeba go odbudowywać.
W towarach Disneya Kłapouchy często ma nietypowy uśmiech. Jego ogon zdobi różowa kokarda. Mimo że w animacji Kłapouchy ma kolor szary, to jego markowy design jest niebieski z fioletowym brzuchem i różowym pyskiem.
W disneyowskich adaptacjach głosu użyczyli mu m.in.: Ralph Wright, Thurl Ravenscroft, Hal Smith, Ron Feinberg, Peter Cullen, Bud Luckey, a w polskiej wersji Jan Prochyra, Jacek Czyż (audiobook „Urodziny Kłapouchego”), Jakub Szydłowski, Zbigniew Konopka (tylko w serialu Kubusiowe przygódki) i Mirosław Zbrojewicz.

## Teorie
Jedna z najpopularniejszych teorii mówi o tym że każda z postać z Stumilowego lasu cierpi na  zaburzenie psychiczne takie jak ADHD, stany lękowe, schizofrenię itd. Według tej teorii Kłapouchy cierpi na depresję. Według innej każda z postaci reprezentuje jeden z 7 grzechów głównych, przy czym Kłapouchy reprezentuje zazdrość.